# Sika, kasza, léc
A Sika, kasza, léc a Kispál és a Borz pécsi alternatívrock-együttes negyedik stúdióalbuma, amely 1994-ben jelent meg.
A sika, kasza, léc jelentése: a sika a koncert mielőbbi lebonyolítása, a kasza a buliért járó gázsi felvétele, a léc pedig a koncerthelyszín elhagyását szimbolizálja.

## Számok
1. Volume
2. Sültkrumpli
3. A pécsi szál
4. Német mérnökének
5. Sika, kasza
6. És hogyha máshová kerül...
7. Jutka
8. Egy az egybe (csak maga)
9. Éjjeli lámpa
10. Szécsi Pál
11. Kicsit feldob...
12. Napos oldal
13. A honi csillagászat fejlődése
14. Helló

## Közreműködők
- Lovasi András – ének, basszusgitár
- Kispál András – szólógitár
- Bräutigam Gábor – dob
- Kiss Attila-dob